# Mercedes-Benz W180
Mercedes-Benz W180 — седан, с двигателем I6, выпускавшийся с 1954 по 1959 годы. У моделей на шасси W180 были коды 220а и 220S.

## Варианты

### 220а
Представленная в марте 1954 года, модель 220a была более масштабной версией модели W120 с колесной базой, увеличенной на 170 мм. 100 мм этого увеличения длины было необходимо для размещения более длинного прямого двигателя М180, заимствованного у W187 модели 220, который в этом случае выдавал 85 л. с., питаемого одним карбюратором.
Пассажирский салон был удлинен на 70 мм для увеличения пространства для ног, доступного для пассажиров на заднем сидении.
Производство 220a закончилось в апреле 1956 года, было произведено 25 937 автомобилей.

### 220S
На смену 220a в марте 1956 года пришла модель 220S, внешне почти идентичная, обновлен лишь 2.2-литровый двигатель (100 PS л. с.), а позднее 106 PS (78 кВт; 105 л. с.), благодаря использованию двух карбюраторов.
Визуально 220S отличался новым цельным передним бампером вместо бампера состоящего из 3 частей, использованного на 220a. Кроме того, двойные хромированные и резиновые полосы, проходящие под дверями 220a, были заменены массивными хромированными полосами. Наиболее очевидным отличием является добавление хромированной ленты, проходящей вдоль передних крыльев и дверей 220S.
Модель 220S выпускалась с 4-ступенчатой механической коробкой передач с переключением колонн и опционально с автоматическим сцеплением Hydrak. Для этого использовались небольшие микровыключатели на селекторе передач, которые автоматически отключали сцепление при переключении передач водителем. Многие автомобили впоследствии были переведены на обычное ручное сцепление в связи с высокими эксплуатационными расходами, связанными с продолжением использования сцепления Hydrak.
Также представленная с 220S модель W105 219, которая с передней части представляла собой однокарбюраторный 220a, а с задней — более короткий кузов моделей W120/W121 180/190.
В июле 1956 года в модельный ряд вошла модель Cabriolet (2-дверная 4-местная), а в октябре 1956 года — модель Coupé. Некоторые кабриолеты обладали откидными задними сиденьями для размещения дополнительного багажа.
До октября 1959 года было построено 55 279 220 седанов и 3 429 кабриолетов и купе.
Версии 220SE с впрыском топлива, которые официально имели код модели W128, были представлены в октябре 1958 года и продолжались выпускаться до ноября 1960 года..